# Sander De Keere
Sander De Keere (Gent, 10 augustus 1992) is een Vlaamse musicoloog, muzikant en radiopresentator bij Klara.
De Keere studeerde tussen 2010 en 2014 musicologie aan de Universiteit Gent. Hij studeerde af met een masterproef over de evolutie van de minimal music in het oeuvre van de Amerikaanse componist Philip Glass. 
De Keere werkt sinds 2013 voor de Vlaamse radio-en televisieomroeporganisatie VRT. Hij begon achter de schermen als muziekredacteur bij Klara om in augustus 2014 zelf achter de microfoon te kruipen. De Keere werd vaste presentator van het weekendprogramma 'Iedereen Klassiek'. Sinds 2019 presenteert hij het ochtendprogramma Espresso. Daarnaast maakt De Keere ook video's voor op het YouTube-kanaal van Klara (Iedereen Klassiek). Ook was hij chef klassieke muziek bij de talkshow Van Gils en Gasten op Eén. 
Tussen 2016 en 2018 was Sander De Keere freelance-journalist bij De Morgen en schreef hij over klassieke muziek. 
Onder zijn eigen naam brengt De Keere ook eigen muziek uit. In april 2019 verscheen zijn elektronische debuutsingle 'Pulse'. Zijn tweede pianosingle 'It Was Night' kwam uit op 21 februari 2020. 

## Radio en tv
In de zomer van 2014 presenteerde De Keere het radioprogramma 'Promenade' op Klara. Het seizoen daarop werd hij presentator van 'Iedereen Klassiek', waarin hij de grote bekende klassieke muziekstukken liet horen. In het verlengde van dit programma begon De Keere online video's te maken voor op YouTube. Daarin behandelt hij bepaalde aspecten van klassieke muziek zoals het verschil tussen majeur en mineur of het verhaal achter een bekend meesterwerk. Na twee online seizoenen ging in december 2019 een derde reeks van start met als titel 'Overal Klassiek'. Daarin  trekt De Keere door Europese steden in het spoor van grote componisten. Zo trok hij naar Wenen op zoek naar de verhalen achter de Radetzkymars van Johann Strauss II, de Weense wals, het leven van Ludwig van Beethoven en het graf van Wolfgang Amadeus Mozart. 
In mei 2016 werd De Keere het gezicht van Klarafy, een online webtool die op basis van je eigen Spotify-playlist je klassieke muziek laat ontdekken. Met dit onderwerp zat De Keere aan tafel in de talkshow 'Van Gils en Gasten' met Lieven van Gils op Eén. De Keere werd chef klassieke muziek van het programma en kwam geregeld langs om te praten over Frédéric Chopin, Wolfgang Amadeus Mozart, Ludwig van Beethoven en Leonard Bernstein. In 2020 zat De Keere ook in de talkshow 'Vandaag' met Danira Boukhriss. 
In de zomer van 2016 en 2017 presenteerde De Keere het programma 'Cinema Paradiso', een radioprogramma rond filmmuziek met respectievelijk Dirk Brossé en Erik Van Looy als wekelijkse gast. Voor de 80ste verjaardag van de Amerikaanse componist Philip Glass maakte Sander De Keere in 2017 een driedelige radioreeks 'Happy Birthday Philip Glass'. Vanaf 2018 was De Keere ook te horen in andere programma's zoals Maestro. Vanaf 2019 is De Keere geregeld te horen in het ochtendprogramma Espresso. 
Bepaalde aspecten over klassieke muziek komt Sander De Keere ook toelichten bij radiozenders MNM, Radio 2 en Radio 1.

## Programma's
- Promenade (Klara)
- Maestro (Klara)
- Iedereen Klassiek (Klara)
- Cinema Paradiso (Klara)
- Barok op Zondag (Klara)
- Espresso (Klara)
- Sanssouci (Klara)
- Happy Birthday Philip Glass (Klara)
- De Madammen (Radio 2)
- Planeet De Cock (MNM)
- Marathonradio (MNM)
- UrbaNice (MNM)
- Linde staat op (StuBru)
- Bij Debecker (Radio 1)
- Nieuwe Feiten (Radio 1)
- Van Gils en Gasten (Eén)
- Vandaag (Eén)
- Overal Klassiek (YouTube)

## Muzikant
Onder zijn eigen naam brengt Sander De Keere ook muziek uit. Met zijn debuutsingle 'Pulse' (april 2019) maakte hij een instrumentaal elektronisch nummer met behulp van oude analoge synthesizers zoals de Roland Juno 60 en de Yamaha DX7. 
Op 21 februari verscheen zijn nieuwe single 'Music for Piano' waarin Sander terugkeert naar de eenvoud van de piano. Met invloeden uit de minimalistische en neoklassieke muziek, vormen de nummers 'It Was Night' en 'As Long' het begin van een reeks nieuwe releases in 2020. Het pianonummer 'It Was Night' verscheen met een videoclip van de Gentse fotograaf Gert-Jan De Baets. 